# Anrakuju-in

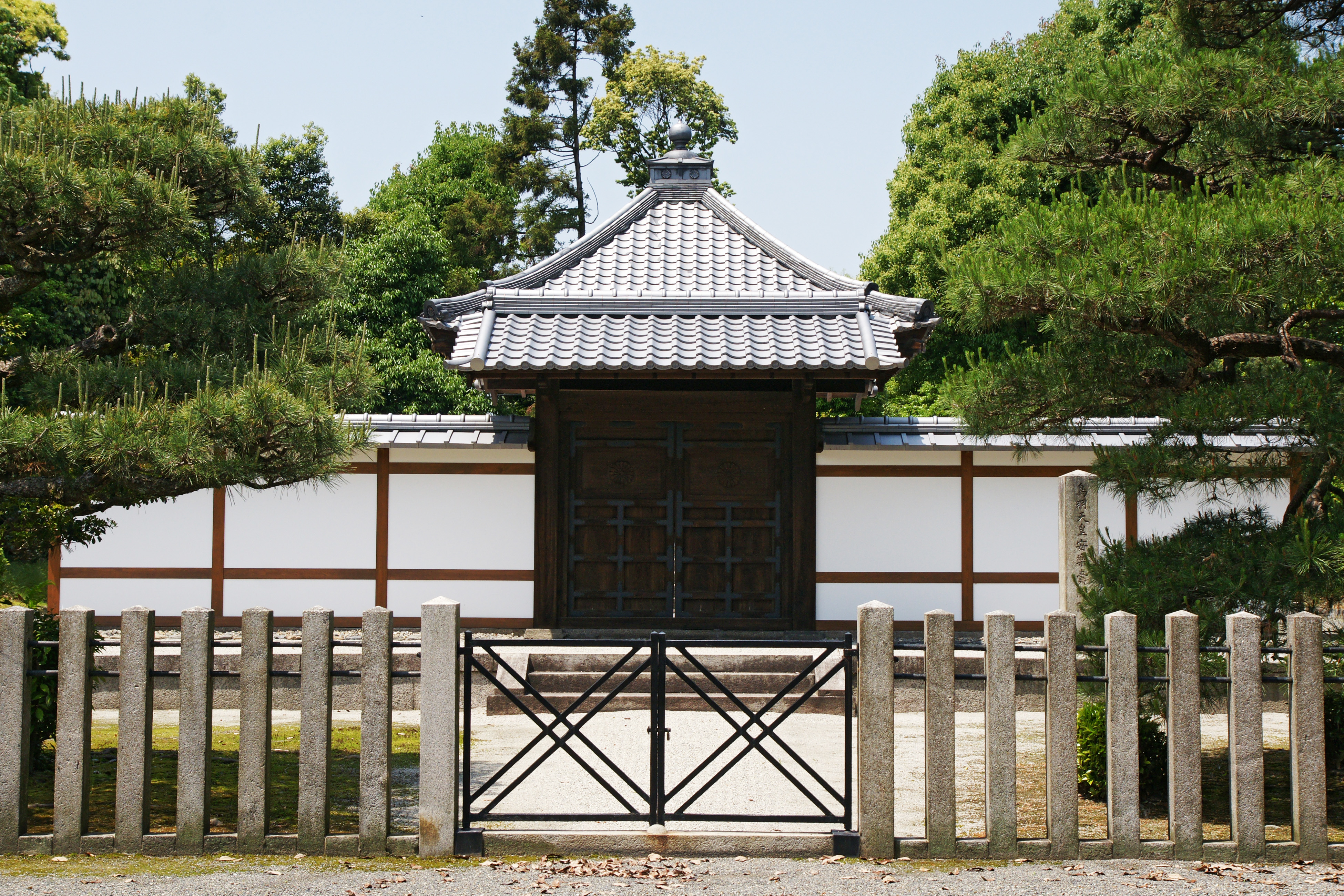
Tombe de l'empereur Toba

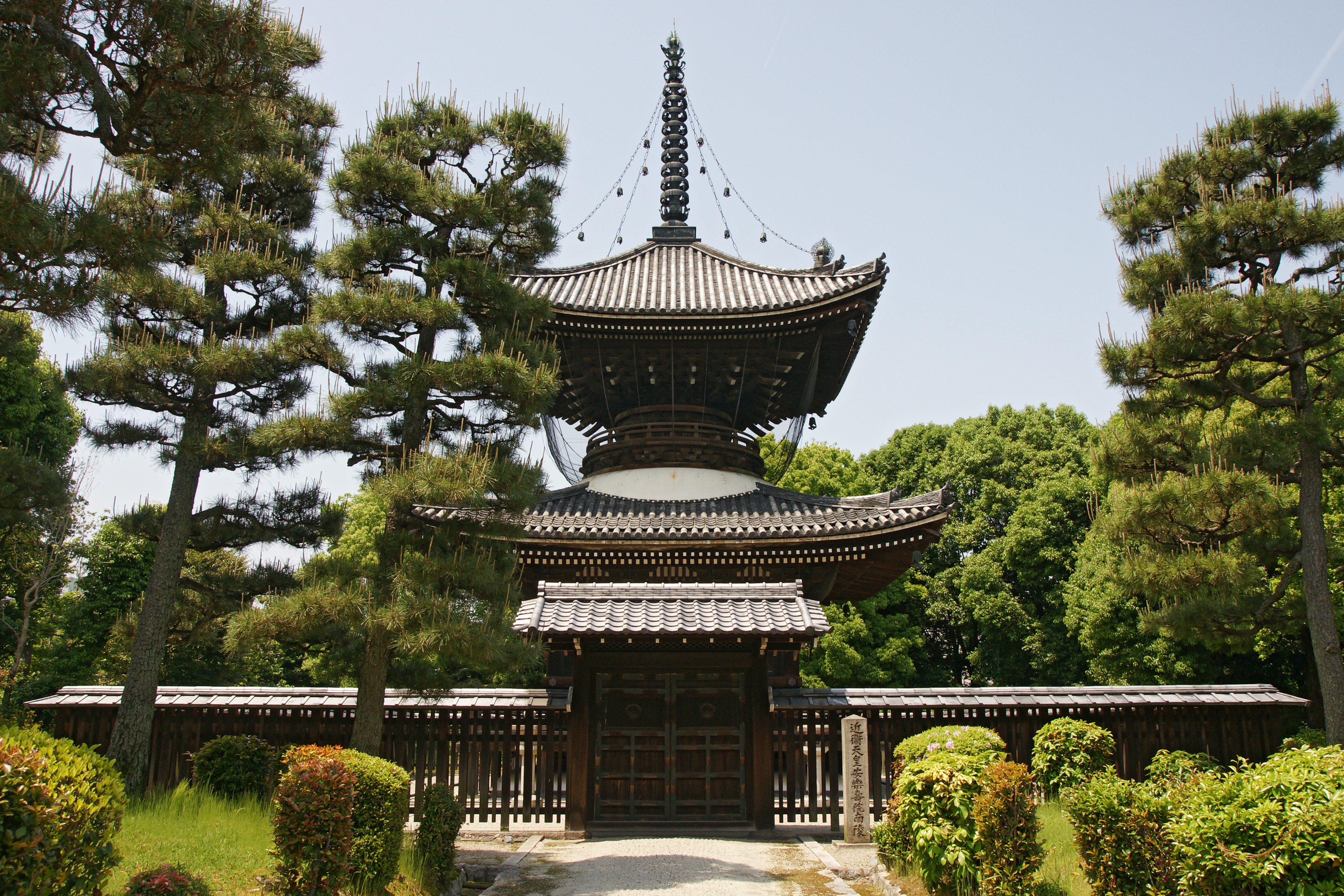
Tombe de l'empereur Konoe

L'Anrakuju-in (安楽寿院) est un temple bouddhiste dans le quartier de Fushimi-ku, Kyoto au Japon, construit par le Daijō Tennō (ancien empereur) Toba en 1137. Le temple abrite un certain nombre de biens culturels importants et les empereur Toba et Konoe sont enterrés sur le site. La propriété d'Ashikaga d'où le clan Ashikaga tien son nom appartenait autrefois au Anrakuju-in.

## Biens culturels importants
- Peinture sur soie d'Amida descendant avec vingt-cinq bosatsu (絹本著色阿弥陀二十五菩薩来迎図?) (époque de Heian)[2].
- Peinture sur soie de Fugen Bosatsu (絹本著色普賢菩薩像?) (époque de Heian)[3].
- Statue en bois d'Amida Nyorai assis (木造阿弥陀如来坐像?) (époque de Heian)[4].
- Gorintō (五輪塔?) (1287) avec une inscription[5].